# Snesere Kirke
Snesere Kirke er med sine 52 meter en af Danmarks længste landsbykirker. Den er beliggende i Snesere by, omtrent midt imellem Næstved og Præstø i den del af Næstved Kommune, som indtil 2007 var Fladså Kommune. Kirkens allerældste historie fortaber sig i historiens tåger, men dens ældste dele er formentlig fra 1100-årene. Siden er den udvidet i flere omgange, ca. 1400, 1530 og 1600, hvorved den har fået den skikkelse og størrelse, den har i dag.
Snesere Kirke rummer bl.a. en prædikestol fra Næstved-mesteren Abel Schrøders (1602-1676) værksted. Desuden et korbuekrucifiks med korstræ fra 1300-årene. Selve Kristus-figuren er omkring 100 år yngre. Man kan formode, at den oprindelige Kristus-figur har været af ringe kvalitet, eller måske er den bare blevet anset for "umoderne". I hvert fald er Kristus-figuren fra 1400-tallet et fuldtonende gotisk værk med sin gribende fremstilling af den lidende Kristus.
Kirkens ældste inventar er – som i så mange andre kirker – granitdøbefonten, som er omtrent samtidig med kirkens ældste dele. Den er inddelt i udekorerede felter, og dens overkant omløbes af et ornamentalt bånd, der leder tanken hen på et reb. Dette brydes af en lille menneskefigur, givetvis en Kristus-fremstilling, som med sin romanske, "sejrende" positur naturligvis dels fremstiller den korsfæstede, men samtidig med sine udbredte arme indtager en "velsignende" holdning og tillige ligesom holder sammen på "rebet", og dermed så at sige kvalificerer døbefonten som et særligt helligt sted i kirken.
Snesere Kirke er placeret på toppen af en skrænt mod vest ned imod et fladt landskab, hvor der tidligere har været et smalt sund, der delte den nederste "klump" af Sjælland fra resten af den nuværende ø. Landskabet skråner også stejlt mod syd og har således dannet et "øre", hvilket formentlig har givet lokaliteten Snesere sin navn: Snis Øre (jfr. f.eks. Korsør, Helsingør, Skælskør m.v. – et "øre" er et hævet landfremspring i forbindelse med vand, et godt udsigtspunkt, som giver god mulighed for at kontrollere og måske opkræve told af forbipasserende (handels)trafik) efter (sagn)kongen Sni, som efter lokal tradition skulle have grundlagt Snesere, vel engang i vikingetiden. Neden for skrænten mod vest, i det nuværende Åside, er der i hvert fald fundet spor af en vikingetidsbebyggelse. Så måske har sagnet rod i en virkelig historie.
På kirkegårdens sydøstlige hjørne stod et meget gammelt, stort og smukt elmetræ, som nærmest fungerede som Sneseres vartegn. I slutningen af 1990'erne begyndte træet at vise tegn på elmesyge, og da det stod klart, at det gamle træ ikke stod til at redde, kontaktede menighedsrådet træskulptøren Allan Bo Jensen, som i 1999 – udelukkende med motorsave – omdannede træet til en statelig skulptur, forestillende "Peters Fiskedræt". Jesus ses stående i agterstavnen, mens den muskuløse Peter kæmper med at få de sprængfyldte net hevet om bord.
På Snesere kirkegård ligger Svend Paludan-Müller begravet. Han var chef for Grænsegendarmeriet i Sønderjylland. Dræbt i ildkamp mod Gestapo i Gråsten under 2.verdenskrig.
1. ↑  "Henvisning til gravsten". Arkiveret fra originalen 28. september 2007. Hentet 21. januar 2008.

## Eksterne kilder og henvisninger
- Snesere Kirke hos KortTilKirken.dk
- Snesere Kirke i bogværket Danmarks Kirker (udg. af Nationalmuseet)

- Wikimedia Commons har flere filer relateret til Snesere Kirke

|  | Denne artikel om en kirke kan blive bedre, hvis der indsættes et (bedre) billede. Du kan hjælpe ved at afsøge Wikimedia Commons for et passende billede eller uploade et godt billede til Wikimedia Commons iht. de tilladte licenser og indsætte det i artiklen. |